# Raï
Raï – rodzaj muzyki powstałej w Oranie w Algierii, wywodzącej się z tradycyjnej muzyki ludowej. Historia muzyki raï sięga lat 30. XX wieku. Piosenki raï najczęściej dotyczą problematyki społecznej, sama nazwa gatunku pochodzi od arabskiego słowa ra'yy oznaczającego zdanie, opinię. Obecnie w muzyce raï widoczne są wpływy wielu gatunków muzycznych takich jak: rock, soul, funk czy reggae. Muzyka ta jest najbardziej popularna w Algierii, Maroku i Tunezji. Do najbardziej znanych wykonawców tego gatunku muzyki należą: Cheikha Remitti, Cheb Kader, Khaled (wcześniej znany jako Cheb Khaled; słowo cheb oznacza śpiewaka muzyki raï), Rachid Taha, Cheb Mami, Faudel.